# Multinational Force and Observers

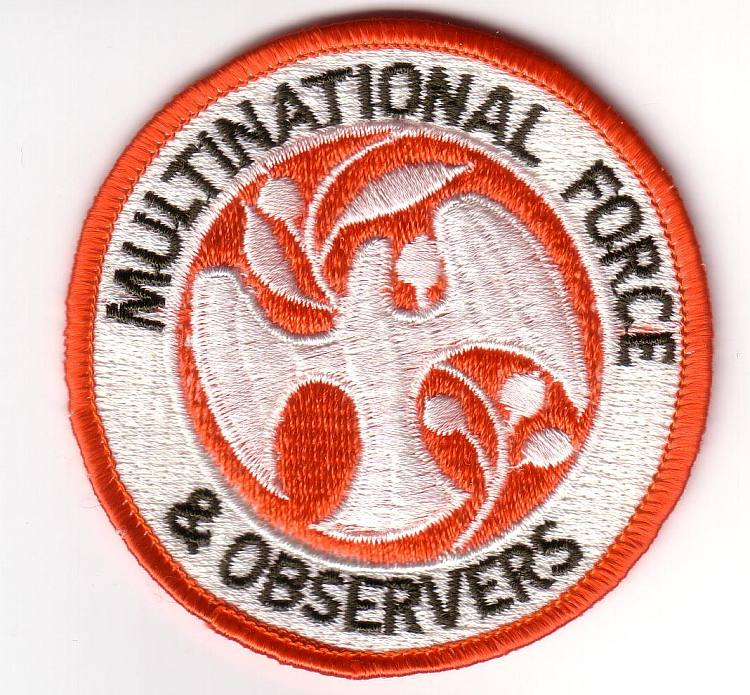
Stemma MFO

La Multinational Force and Observers (Forza multinazionale e osservatori - MFO) è una forza internazionale di mantenimento della pace che controlla dal 1982 i termini del trattato di pace tra Egitto e Israele. L'MFO opera soprattutto all'interno e intorno alla penisola del Sinai.

## Storia
È stata istituita a seguito degli accordi di Camp David del 17 settembre 1978 tra Stati Uniti, Egitto e Israele, e confermati dal Trattato di pace israelo-egiziano del 1979, con cui Israele restituiva all'Egitto la penisola del Sinai, occupata durante la guerra dei sei giorni del 1967. Nel 1981 tali accordi, che prevedono la libera circolazione nelle acque del Golfo di Aqaba e degli Stretti di Tiran considerate vie marittime internazionali, sono stati ratificati dal protocollo al predetto trattato, e prevedevano la costituzione di una Multinational Force and Observers (M.F.O.). Questa, dopo il rifiuto dell'ONU, venne istituita il 3 agosto 1981 con sede inizialmente ad Alexandria in Virginia e si è insediata ufficialmente nell'area il 25 aprile 1982.
In seguito all'accordo del 12 giugno 1982, la Direzione Generale, da cui dipende il Comandante della Forza, ha sede a Roma con uffici locali a Washington, Il Cairo e Tel Aviv. La M.F.O. è insediata nella fascia orientale della penisola del Sinai con due basi principali: una a Nord, a El Gorah, ed una a Sud, a Sharm el-Sheikh. Il compito della Forza è quello di assicurare il rispetto del trattato di pace tra Egitto ed Israele, osservando e riportando qualsiasi violazione dello stesso.
Il finanziamento della forza è garantito dalle tre Nazioni firmatarie degli accordi di Camp David: Egitto, Israele e Stati Uniti.

## Componenti
11 Nazioni contribuiscono fornendo uomini e mezzi:
- Australia
- Canada
- Rep. Ceca
- Colombia
- Figi
- Francia
- Italia
- Norvegia
- Nuova Zelanda
- Ungheria
- Uruguay

Il contingente australiano tra il 1986 e il 1993 è stato sostituito da un contingente britannico.
Altre tre nazioni partecipano fornendo soltanto un contributo in denaro:
- Germania
- Giappone
- Svizzera

### L'impegno italiano
L'Italia mette a disposizione mediante la Marina Militare dei pattugliatori sin dalla costituzione della forza di mantenimento della pace, prima con le unità della Classe Bambù, vecchi dragamine trasformati in pattugliatori, poi sostituiti con le unità della Classe Esploratore. Le unità italiane sono dislocate presso la "Coastal Patrol Unit" (Unità di pattugliamento costiero),  di base a Sharm el-Sheikh.

Il pattugliatore Sentinella impegnato negli Stretti di Tiran

All'epoca la scelta cadde su tre dragamine della Classe Bambù Mogano, Bambù e Palma, normalmente di base ad Ancona ed addestrati al pattugliamento in Adriatico, che vennero inviati a La Spezia per lavori di modifica. Nel corso dei lavori vennero sbarcate tutte le apparecchiature per il dragaggio e venne installato un secondo radar di navigazione; inoltre i dragamine vennero ritinteggiati di bianco e a poppa, a poppavia del verricello per il dragaggio meccanico, venne costruita una tuga contenente gli apparati per la produzione di energia elettrica a 220 volts che servivano anche ad alimentare gli impianti di condizionamento, allo scopo di rendere più confortevole la vita di bordo nel caldo del Mar Rosso(considerando che i dragamine erano alimentati a corrente continua e del tutto amagnetici per il loro delicato impiego quando operativi)..

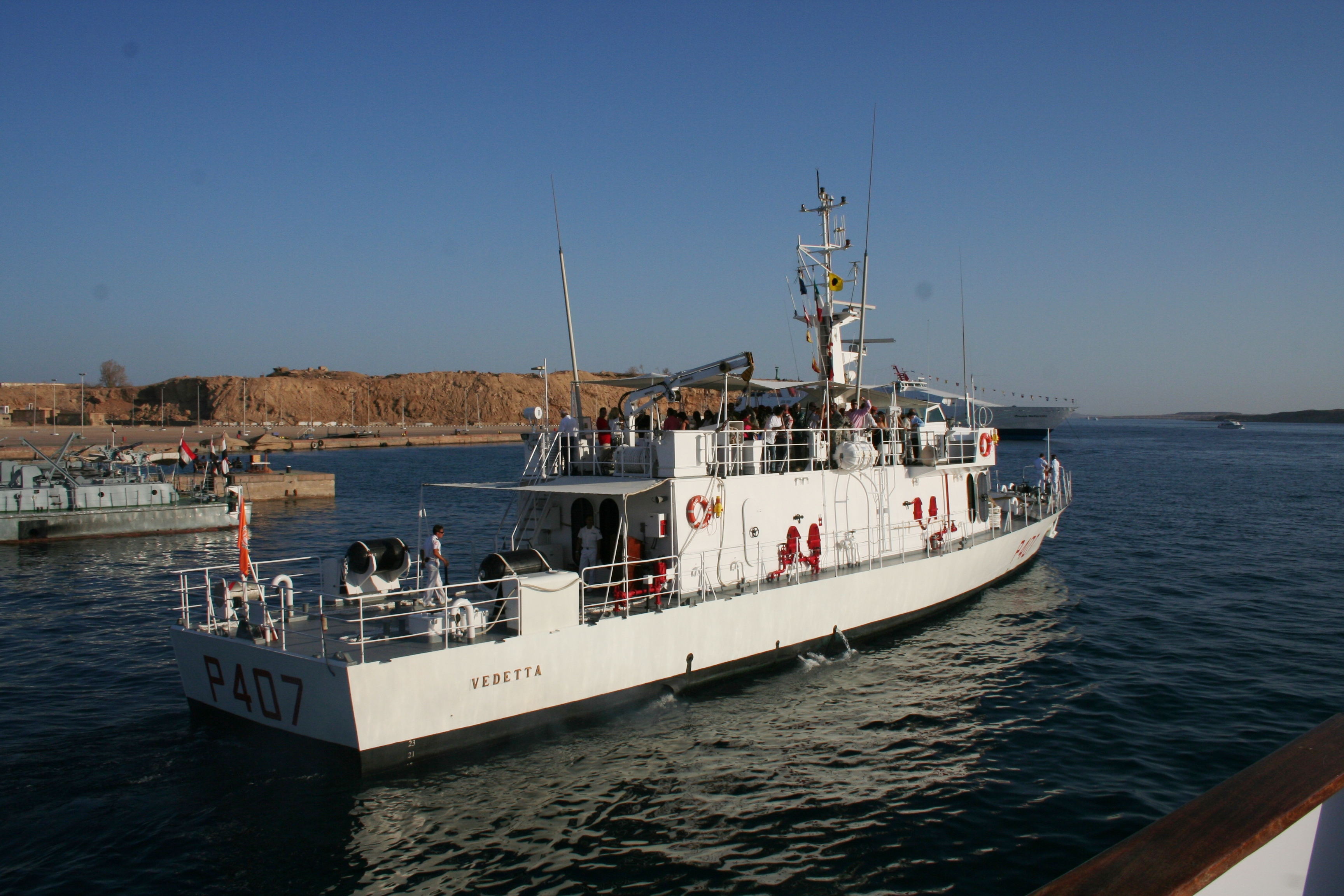
Il pattugliatore "Vedetta" presso il golfo di Aqaba

Venne costituito quindi il X Gruppo Navale Costiero che al comando del Capitano di fregata Angelo Miniussi partì per il Sinai il 25 marzo 1982 iniziando i pattugliamenti da aprile. Alle tre unità se ne aggiunse una quarta della stessa classe, Nave Mango per favorire gli avvicendamenti, con tre unità dislocate in zona ed una a turno in Italia per lavori di manutenzione.
Il compito principale dei pattugliatori italiani, unica componente navale della forza, è quello di assicurare la libera navigazione ed il transito nello stretto di Tiran e nella parte meridionale del Golfo di Aqaba, in aderenza a quanto previsto dal trattato di pace tra Egitto ed Israele, pattugliando l'area di responsabilità, osservando e riportartando il traffico marittimo/navale e dei velivoli militari e segnalando qualsiasi comportamento illecito.
Oltre a questo le unità italiane forniscono supporto alle autorità locali nelle operazioni di ricerca e soccorso in mare e di tutela dell'ambiente marino. Da menzionare dal 3 al 5 febbraio 2006 la partecipazione all'operazione di ricerca e di recupero dei naufraghi del traghetto “El Salam Boccaccio 98” affondato il 2 febbraio, nelle acque del Mar Rosso, causando oltre 1000 vittime, in buona parte lavoratori egiziani provenienti dall'Arabia Saudita, ma anche pellegrini musulmani provenienti dalla Mecca, mentre 388 furono i naufraghi recuperati, due dei quali tratti in salvo dal pattugliatore "Sentinella" e sei dal "Vedetta" che avevano preso parte alle operazioni di ricerca e soccorso.
Oggi sono in servizio per la missione italiana 75 unità di personale e 4 pattugliatori: P-405 Esploratore, P-406 Sentinella, P-407 Vedetta e P-408 Staffetta.